# Monty Ioane

a Compétitions nationales et continentales officielles uniquement.

b Matchs officiels uniquement.
Dernière mise à jour le 29 septembre 2023.
Montanna Wilson Ioane, dit Monty, né le 30 octobre 1994 à Melbourne (Australie), est un joueur de rugby à XV international italien d'origine australienne. Il évolue au poste d'ailier aux Lyon OU en Top 14

## Carrière
Formé dans l'académie des Queensland Reds, Ioane arrive en France en 2013, pour jouer avec le Stade français, accompagné de son oncle, l'international australien Digby Ioane,. Il fait deux apparitions en équipe première dans le Top 14 lors de la saison 2014-15. Il déménage ensuite en Nouvelle-Zélande pour rejoindre les Bay of Plenty Steamers, mais est immédiatement prêté au Tasman Makos pour une saison faisant ses débuts en ITM Cup en août 2015. Il rentre ensuite à Bay of Plenty pour la saison 2016.
Après deux saisons avec Bay of Plenty, Ioane retourne en Europe pour la saison 2017-18 rejoignant l'équipe italienne du Benetton Rugby. Il prolonge son contrat avec Benetton pour deux saisons supplémentaires jusqu'en 2020. Monty s'est en effet imposé rapidement dans l'effectif trévisan, devenant un élément clé du renouveau de l'équipe en Pro14 (qualifiée pour les phases finales en 2019), marquant de son talent cet ère du club italien dans la ligue internationale,.
À la fin de son contrat, il le renouvelle jusqu'en 2022, s'ouvrant ainsi la possibilité d’être sélectionné en équipe d'Italie. En effet, selon les règles de World Rugby antérieures à 2018, Ioane est éligible pour les Azzurri à partir de novembre 2020, après trois ans de résidence en Italie.
En juillet 2020, pour la première fois, il est invité à participer au camp de l'équipe nationale italienne. Étant devenu éligible pour la sélection italienne le 1er décembre 2020, il est titularisé à l'aile pour ses débuts avec les Azzurri en match de clôture de la Coupe d'automne des nations contre le pays de Galles,.
Il décide de retourner en Australie à l'issue de la saison 2021-2022 et s'engage avec les Melbourne Rebels à partir de la saison 2023 de Super Rugby. Après avoir quitté l'Italie au mois de septembre, il est dans un premier temps rappelé en équipe nationale pour participer à la tournée d'automne 2022. Dans un second temps, il n'est pas sélectionné pour le Tournoi des Six Nations 2023, il est décrit par la fédération italienne comme « indisponible ». Quelques mois plus tard, en mai 2023, il est de nouveau appelé avec la Squadra Azzurra dans un groupe de 46 joueurs pour préparer la Coupe du monde 2023.
Il s'engage avec le Lyon OU pour deux saisons à partir du 1er juillet 2023.
En janvier 2024, il est convoqué pour le Tournoi des Six Nations.

## Vie privée
Monty est le neveu de Digby Ioane, avec qui il est rentré dans le monde du rugby à XV, en l'accompagnant notamment lors de son transfert à Paris, ce qui lui vaudra d’être régulièrement comparé à son oncle dans son profil de joueur. Il est également le cousin de Peter Samu et d'Ole Avei,.

## Palmarès
- Stade français
  - Vainqueur du Championnat de France en 2015

- Benetton Trévise
  - Vainqueur de la Pro14 Rainbow Cup en 2021